# Teodor Llorente
Ne doit pas être confondu avec Teodoro Llorente Falcó.
Teodor Llorente i Olivares (en catalan) ou Teodoro Llorente y Olivares (en castillan), né à Valence (Espagne) le 7 janvier 1836 et mort dans la même ville le 2 juillet 1911, est un écrivain, journaliste et homme politique valencianiste.
Grâce à sa production en catalan, ce « patriarche » et principal poète du mouvement de la Renaixença au Pays valencien,, est de façon générale considéré comme l'une des figures les plus capitales de la littérature valencienne contemporaine et le plus grand auteur du XIXe siècle en valencien, en quantité comme en qualité.
À travers ses traductions, Llorente est celui qui introduit la poésie européenne moderne en Espagne, et son œuvre en espagnol influence profondément les poètes romantiques du XIXe siècle. Il est également traducteur dans cette langue d'auteurs importants de ce courant littéraire.

## Biographie

### Enfance, famille et études

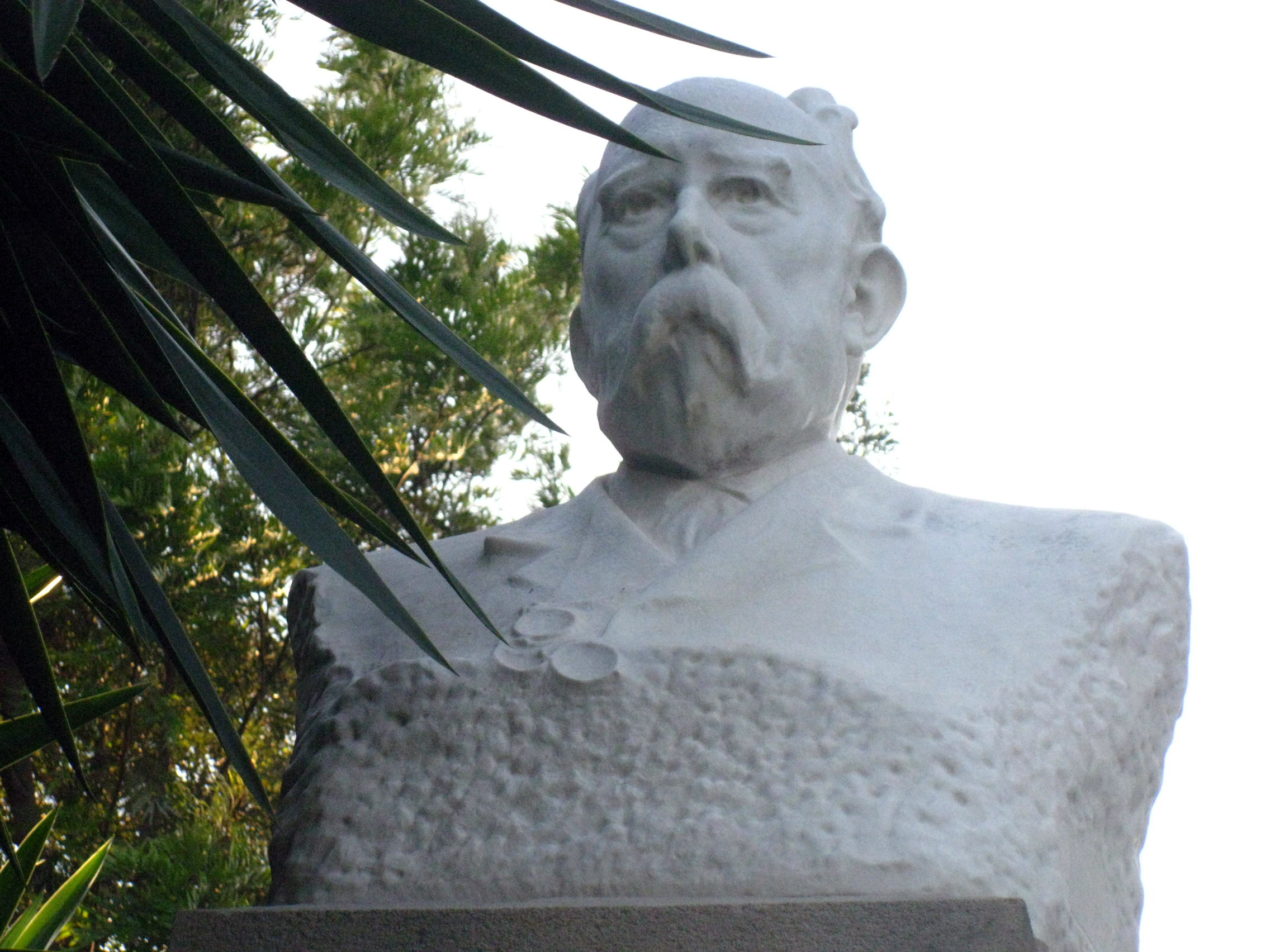
Buste de Teodor Llorente (1912), œuvre d'Eusebi Arnau, parc de la Ciutadella, Barcelone.

Il naît le 7 janvier 1836 au no 29 Calle Serranos (actuellement Carrer dels Serrans (es)) de Valence, dans une famille aisée de juristes. Son père, Felicíssim Llorente i Ferrando, est avocat et maire adjoint de la ville. Teodor fait des études de droit à l'université de Valence et travaille comme journaliste.

### Débuts littéraires
Écrivain précoce, il commence à écrire des poèmes en espagnol en 1850, à l'âge de 14 ans, une langue qu'il utilise dans toute la première étape de sa production littéraire, jusqu'en 1866,.
Après la lecture de Lo Gayter del Llobregat de l'écrivain barcelonais Joaquim Rubió i Ors, il commence à composer des rimes en catalan valencien. En 1855, il écrit L'amor del poeta (« L'amour du poète »), son premier poème dans cette langue. En 1857, il publie pour la première fois trois poèmes en valencien dans le journal El Conciliador. Il participe activement à la vie culturelle locale avec son ami Vicent W. Querol. Leur milieu est marqué par le romantisme espagnol modéré, influencé par les cercles de l'Academia de Apolo et des écoles piaristes de Valence. Querol et Llorente resteront amis intimes jusqu'à la fin de leurs vies.
Llorente fait ses débuts en poésie catalane avec L’amor del poeta (1855), inspiré d’Ausiàs March. Son orientation valencianiste, bien que modérée, s’exprime déjà par ces choix culturels. L’arrivée du poète et érudit majorquiin Marià Aguiló à Valence (1858–1861), comme bibliothécaire de l’université, marque un tournant pour Llorente, l’ouvrant à l’historicisme littéraire et linguistique.
Sous l’influence d’Aguiló, Llorente se rallie fermement à la cause valencianiste et s’implique dans un projet de récupération du catalan littéraire, nourri d’un profond respect pour la tradition médiévale valencienne. Il conçoit la langue comme un véhicule de renaissance littéraire locale, mais dans une vision essentiellement régionale. Aguiló, en revanche, défend une vision plus large et pancatalaniste. Leur divergence se cristallise autour de la place du valencien dans la Renaixença, Aguiló poussant vers une unification linguistique tandis que Llorente défend davantage la spécificité locale.
Llorente finit par devenir dans les terres valenciennes la figure la plus marquante de la Renaixença, le mouvement de « renaissance » de la langue catalane. Le 23 octobre 1859 il reçoit aux Jeux floraux de la Ville de Valence un Fleur d'argent et d'or pour le poème La Nova Era (« La nouvelle ère »).
Cependant, il rencontre des difficultés pour rassembler ou publier dans la presse ses créations, et ce n'est qu'en 1885 que son œuvre poétique en valencien est compilée. Il publie son œuvre en castillan, partiellement et sous la pression de certains proches, en 1907, sous le titre Versos de juventud (« Vers de jeunesse »).
En 1860, installé à Madrid pour préparer son doctorat, il publie sa première traduction, une sélection de poèmes de Victor Hugo avec un prologue d'Emilio Castelar.

### Activité journalistique -Las Provincias

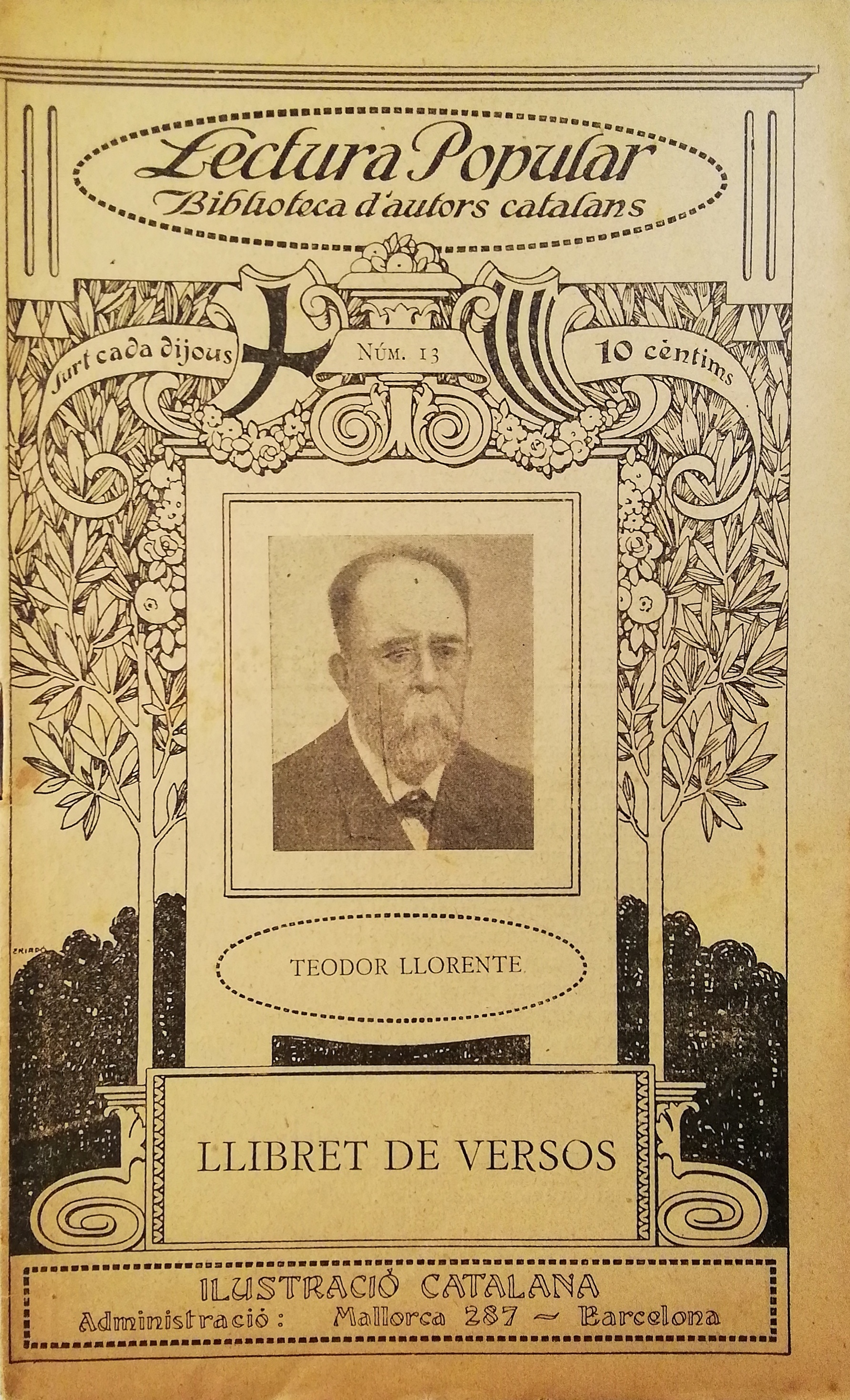
Llibret de versos (« Livret de vers ») de Teodor Llorente dans une édition publiée à Barcelone en 1913 pour la collection « Lectura Popular - Biblioteca d'autors catalans » de la maison d'édition.

Parallèlement, il cultive le journalisme en castillan. En 1861, il dirige le journal de Valence La Opinión, journal auquel il confère un caractère littéraire allant au-delà de la publication d'actualités politiques. Lorsque le propriétaire, Josep Campo, décide de fermer le journal, Llorente lui demande de le lui vendre en guise de compensation, cession acceptée par Campo avec la condition de changer le titre pour marquer l'absence de lien entre le futur marquis de Campo et la nouvelle publication. C'est ainsi que Llorente fonde le quotidien Las Provincias, dont le premier numéro paraît le 31 janvier 1866.
Llorente en est le directeur pendant presque quarante ans, jusqu'à son remplacement en 1904 par son fils, Teodor Llorente Falcó. La ligne éditoriale du journal suit l'idéologie du Parti Conservateur, dont Llorente Olivares est un dirigeant provincial lors de deux étapes, et qu'il représente à plusieurs reprises, dans la Députation provinciale puis aux Cortes,.
Pour Las Provincias, Llorente suit le modèle d'une presse indépendante mais influente, comme le Diario de Barcelona de Joan Mañé. L'une des lignes éditoriales du nouveau journal, héritée de son passage à La Opinión, est la défense des « Provinces », c'est-à-dire la revendication d'une plus grande décentralisation « sociale » et « morale » de l'État espagnol. Llorente affirme que le nom de la publication reflète son aspiration à être, dans la presse espagnole, le porte-parole de ce qui se passe et ce que l'on pense en dehors de Madrid. Cette ligne éditoriale lui vaut des critiques de la part de journaux publiés dans la capitale espagnole, comme La Época,.
Le traitement par Las Provincias de différentes questions politiques et sociales confère à son directeur un grand prestige, à tel point que Víctor Balaguer attribue la chute du t la chute du troisième gouvernement de Cánovas del Castillo à un article publié par Llorente le 4 janvier 1881.
D'autre part, le journal fait une grande publicité par la couverture qu’il donne aux convocations des Jeux floraux de Barcelone et de Valence, notamment à travers la publication d’annonces. De façon plus générale, Las Provincias donne de la visibilité à certaines thématiques liées au régionalisme, au valencianisme ou à la normalisation de la langue valencienne, en publiant des réflexions sur ces sujets qui suscitent parfois la polémique. Il est de fait le périodique le plus sensible envers le mouvement de « renaissance » littéraire de la langue catalane, la Renaixença. Il conserve cette ligne durant le franquisme, par exemple en faisant l’éloge des initiatives de Lo Rat Penat dès les années 1950.
En 1904, pour des raisons financières et de santé, Llorente vend Las Provincias à l'imprimeur Frederic Doménech. Il en reste directeur honoraire, tandis que la direction effective retombe entre les mains de son fils, Teodor Llorente i Falcó.

### Activité littéraire tardive: Jeux floraux, Lo Rat Penat et Congrès de la langue catalane
En 1878, il fonde avec Constantí Llombart et Fèlix Pizcueta l'association Lo Rat Penat, la plus importante organisation historique du valencianisme littéraire,. Il y défend une forme d’unionisme espagnol concilié avec un certain particularisme valencien. Sa poésie, surtout recueillie dans Obres poètiques, célèbre la terre valencienne dans un langage souvent archaïsant et idéalisé.
Alors que Marià Aguiló est bibliothécaire à l'université de Valence, Llorente organise et préside des jeux floraux en commémoration du quatrième centenaire d'Ausiàs March, et remporte un prix avec Víctor Balaguer.
En 1906, il participe au Premier congrès international de la langue catalane, où il reçoit une très longue ovation. En 1909, la ville de Valence lui rend un grand hommage populaire, le couronnant de feuilles de laurier et le consacrant comme Poète de Valence.

### Carrière politique
Politiquement, il évolue d'une première posture proche du libéralisme modéré vers davantage de conservatisme, lorsqu'il devient défenseur de la Restauration de la monarchie des Bourbons.
En 1891, il est élu député au Congrès, réélu en 1893, perd son siège en 1896 mais le récupère en 1899, et l'occupe jusqu'en 1901.

### Mort et descendance
Teodor Llorente meurt à Valence en 1911, peu de temps après avoir écrit son poème dédié aux jeunes poètes.
Son fils est Teodor Llorente Falcó, son petit-fils Teodor Llorente Monleón (1905-1936), journaliste et écrivain conservateur et monarchiste, et son arrière-neveu Francesc Alcalá i Llorente (ca), co-fondateur du parti nationaliste de gauche Esquerra Valenciana.

## Œuvre littéraire
Son travail en valencien s'étend sur une période de cinquante-six ans, avec des œuvres publiées entre 1855 et 1911.
Il est le plus grand représentant des poètes  dits de «guant» (« gant »), qui recherchent le raffinement du langage par opposition à ceux dits d'«espardenya» (« espadrille »), utilisant un langage populaire, dont une figure importante est Josep Bernat i Baldoví.
Bien que les poèmes de Llorente aient été publiés antérieurement dans des almanachs, des journaux et des revues, tant à Valence qu'à Barcelone, ce n'est qu'en 1884 qu'un recueil de ceux-ci sera préparé, intitulée Llibret de versos (ca), rassemblant trente-sept poèmes précédés d'une dédicace à l'écrivain majorquin Marià Aguiló. Il est publié sous forme de feuillet, en prévision de son achèvement en mai 1885, ce qui n'a finalement pas lieu. Le Llibret est réédité en 1902  dans une deuxième édition augmentée intitulée Nou Llibret de versos, et de même une troisième troisième fois en 1909, avec un prologue de Marcelino Menéndez Pelayo et une nouvelle dédicace à Frédéric Mistral.
En termes de composition, le Llibret de versos alterne des poèmes lyriques avec d'autres à thème plus valencianistes. Seuls les poèmes avec un arrière-fond « national » sont datés, en pied de page.
Llorente est également le traducteur en espagnol de plusieurs œuvres de Goethe, Heinrich Heine, Victor Hugo, Voltaire, La Fontaine, Lord Byron, Friedrich von Schiller  et Theodor Körner, entre autres,.

## Héritage et postérité

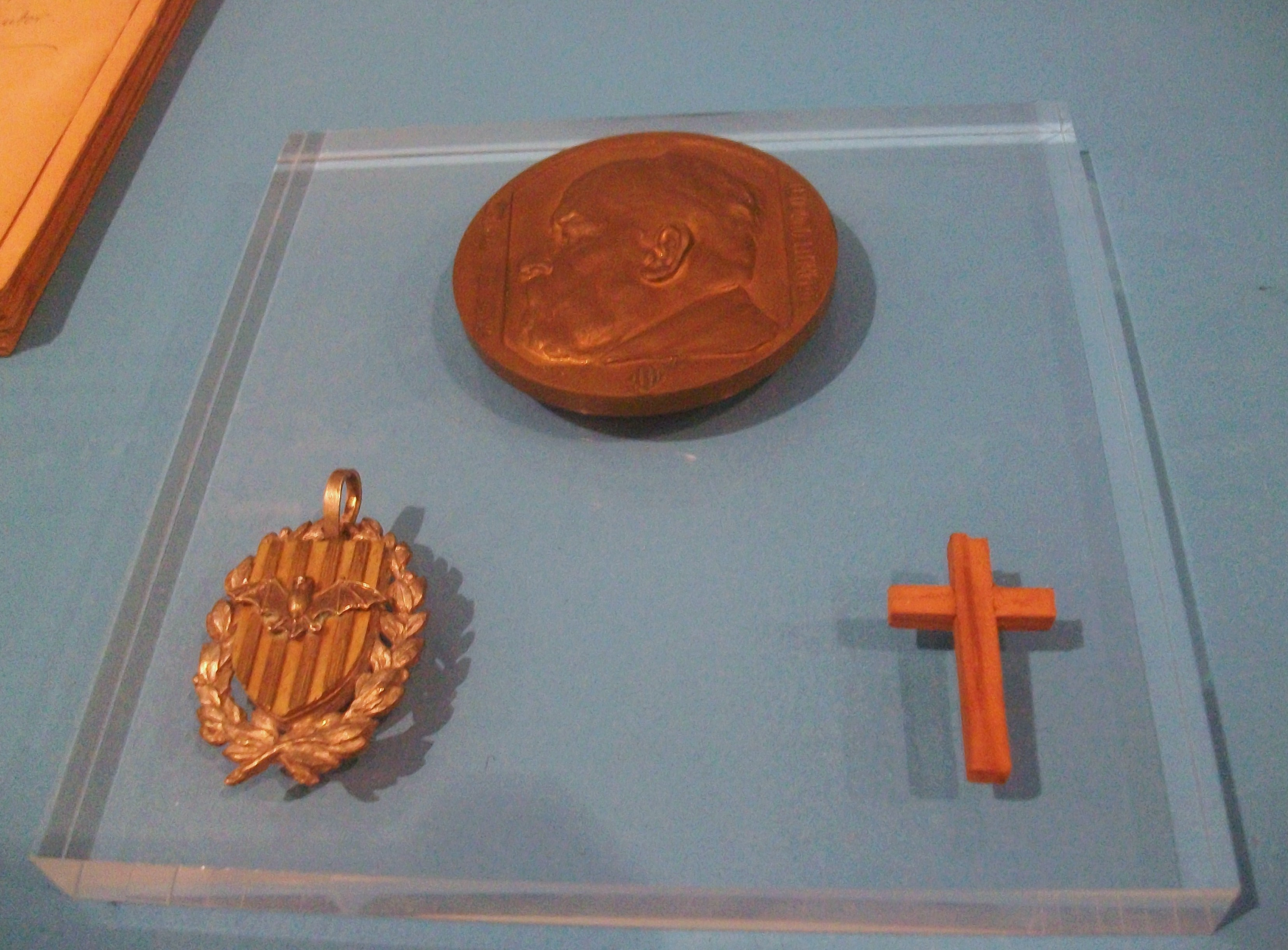
Effets personnels de Teodor Llorente : médaille de bronze de son couronnement comme poète de Valence (1909), médaille Lo Rat Penat et croix en bois offerte par Jacint Verdaguer.

À la mort de Llorente Olivares en 1911, les écrivains catalans affirment dans l’Annuaire de l’Institut d’Estudis Catalans que Las Provincias avait supposé une transformation de la presse espagnole publiée hors de Madrid, en la rendant plus autonome, tout en soulignant la justice avec laquelle Llorente et son journal avaient traité les questions relatives à la Catalogne, se faisant le relai de revendications de la culture catalane et en publiant des chroniques favorables envers les évènements les plus importants du mouvement catalaniste. Le journal avait fait une importante promotion d’auteurs comme Jacint Verdaguer, Víctor Balaguer ou Jaume Collell.
Durant la Seconde république espagnole, plusieurs initiatives sont prises pour récupérer son œuvre, dans l'éventualité de la commémoration du centenaire de sa naissance, qui n'a finalement pas lieu en raison du déclenchement de la guerre civile espagnole en 1936. Ramón Andreu Gonzálbez et Miquel Duran i Tortajada écrivent chacun une biographie de Llorente et un numéro de La República de les Lletres lui est dédié. Des études sont également réalisées sur sa relation avec Frédéric Mistral, ses vers sont réédités et le troisième volume de ses correspondances paraît, la municipalité de Valence lui consacre une brochure et Lo Rat Penat et Proa lui consacrent des hommages respectifs.
Il est également l'auteur de Valencia. Sus monumentos y artes, grand ouvrage de description du paysage et de la géographie du Pays valencien en deux volumes, fruit de deux années de voyage à travers une grande partie du territoire (Barcelone, 1887-1889).
Avec l'arrivée du franquisme, des érudits comme Carles Salvador lui consacrent plusieurs ouvrages ; Salvador publie une anthologie de poésie en 1958.
Son travail est réputé pour être « immédiatement compréhensible » par un large éventail de personnes. Des années 1960 jusqu'au début des années 1980, sa figure et son héritage politique, ainsi que celui de Vicente Blasco Ibáñez, sont durement traités dans l'historiographie.
Joan Fuster, le « père » du nationalisme valencien, valorise son rôle de défenseur de la Renaixença, ainsi que son rôle de premier plan dans la récupération du valencien. Avec l'implantation des études de philologie catalane à l'université de Valence, les études sur la Renaixença sont approfondies et aboutissent également à une valorisation plus positive de la figure de Llorente.
Lluís Guarner réalise une édition de l'œuvre poétique de Llorente publiée chez Editorial 3i4 en 1983.